# Ⱦ
Cette page contient des caractères spéciaux ou non latins. S’ils s’affichent mal (▯, ?, etc.), consultez la page d’aide Unicode.
Ne doit pas être confondu avec T barré.
Ⱦ (minuscule ⱦ), ou T barré obliquement est une lettre additionnelle formée d'un T diacrité par une barre inscrite oblique. Elle est utilisée dans l’alphabet du saanich, dialecte du salish des détroits.

## Représentations informatiques
Cette lettre possède les représentations Unicode suivantes :
| formes    | représentations | chaînes de caractères | points de code | descriptions                                  |
| --------- | --------------- | --------------------- | -------------- | --------------------------------------------- |
| capitale  | Ⱦ               | Ⱦ                     | U+023E         | lettre majuscule latine t barré diagonalement |
| minuscule | ⱦ               | ⱦ                     | U+2C66         | lettre minuscule latine t barré diagonalement |